# Balk (Holandia)
Balk − wieś położona w północnej Holandii, we Fryzji, w gminie De Fryske Marren. Do 2014 roku wieś była ośrodkiem administracyjnym zlikwidowanej gminy Gaasterland-Sloten. W 2023 roku wieś liczyła 4255 mieszkańców.
Znana przystań dla jachtów, dogodne położenie w pobliżu jeziora Slotermeer.

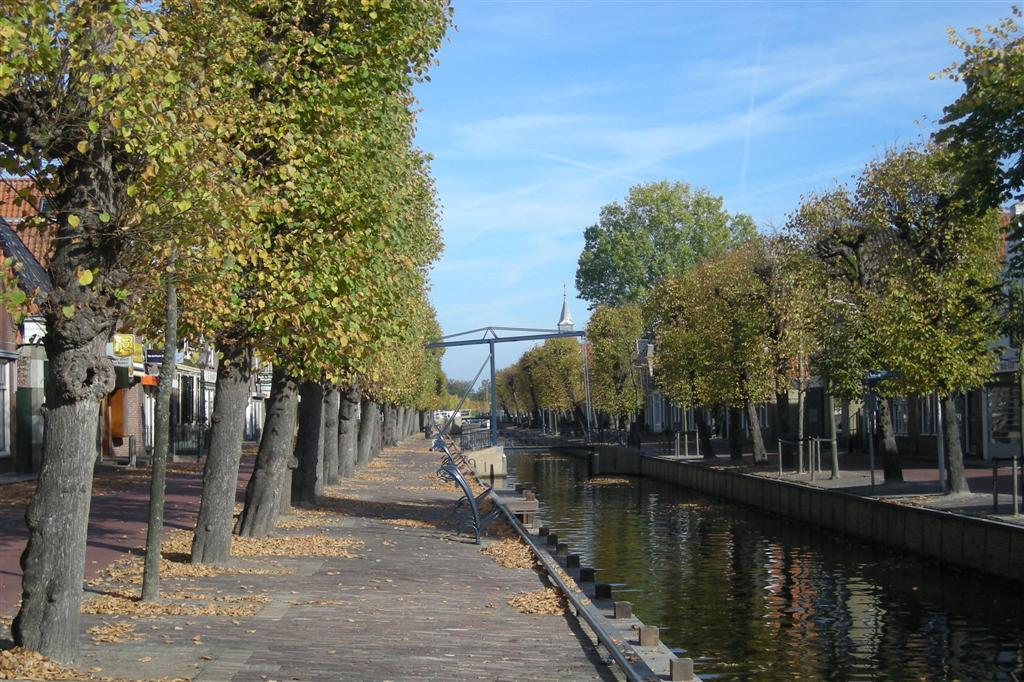
Kanał w centrum Balk